# Gerhard Philipp
Gerhard Philipp (* 4. Januar 1904 in Dresden; † 20. April 1966 in Aachen) war ein deutscher Ingenieur, Jurist und Politiker (CDU).

## Leben und Beruf
Gerhard Philipp wurde am 4. Januar 1904 in Dresden als Neffe des späteren Reichstagsabgeordneten Albrecht Philipp geboren. Nach dem Besuch der Bürgerschule und dem Abitur 1923 nahm er ein Studium des Bergfaches an der Bergakademie Freiberg auf, das er 1928 mit der Prüfung als Diplom-Bergingenieur beendete. Während seines Studiums wurde er 1924 Mitglied der Burschenschaft Germania Freiberg (nach 1945 Dresden-Freiberger Burschenschaft Cheruscia zu Aachen). 1930 wurde er mit einer Arbeit zur Frage des Knappschaftswesens Doktor der Ingenieurwissenschaften promoviert. Er studierte von 1928 bis 1931 Rechtswissenschaften an der Universität Leipzig, bestand beide juristischen Staatsexamina und war von 1935 bis 1945 als Rechtsanwalt in Dresden tätig. Zum 1. Mai 1933 war er der NSDAP beigetreten (Mitgliedsnummer 2.450.131). Von 1938 bis 1947 fungierte er gleichzeitig als Syndikus der sächsischen staatlichen Hütten- und Erzbergbaubetriebe. 1939/40 nahm er als Soldat am Zweiten Weltkrieg teil.
Philipp siedelte 1947 nach Westdeutschland über, ließ sich in Aachen nieder und wurde dort Geschäftsführer des Unternehmensverbandes des Steinkohlenbergbaus. 1950 wurde er Mitglied der Dresden-Freiberger Burschenschaft Cheruscia Aachen. Seit 1953 war er zudem ehrenamtlicher stellvertretender Vorsitzender der Aachener Knappschaft. Darüber hinaus unternahm er Auslandsreisen nach Italien und in die Balkanländer sowie in die Länder der Montanunion (EGKS).

## Abgeordneter
Philipp war seit 1956 Ratsmitglied der Stadt Aachen. Dem Deutschen Bundestag gehörte er von 1957 bis zu seinem Tode an. Er war stets über die Landesliste Nordrhein-Westfalen ins Parlament eingezogen. Vom 29. Oktober 1957 bis zum 19. März 1958 sowie vom 5. November 1959 bis zu seinem Tode war er gleichzeitig Mitglied des Europäischen Parlamentes.